# Oncotheca
Oncotheca är ett släkte av tvåhjärtbladiga växter. Oncotheca ingår i familjen Oncothecaceae.
Oncotheca är enda släktet i familjen Oncothecaceae.
Kladogram enligt Catalogue of Life:
| Oncotheca | \| \| Oncotheca balansae \| \| \| \| \| \| Oncotheca humboldtiana \| \| \| \| |
|           | \| \| Oncotheca balansae \| \| \| \| \| \| Oncotheca humboldtiana \| \| \| \| |
|           | Oncotheca balansae                                                            |
|           |                                                                               |
|           | Oncotheca humboldtiana                                                        |
|           |                                                                               |